# Danssport op de Aziatische Indoorspelen 2005
Dansen is een van de sporten die werden beoefend tijdens de Aziatische Indoorspelen 2005 in Bangkok, Thailand. Het was de eerste editie van de Aziatische Indoorspelen.

## Latijns-Amerikaanse dans
| Onderdeel   | Goud                          | Land           | Zilver                                    | Land       | Brons                                             | Land       |
| ----------- | ----------------------------- | -------------- | ----------------------------------------- | ---------- | ------------------------------------------------- | ---------- |
| Vijf dansen | Masaki Seko en Chiaki Seko    | Japan          | Lu Ning en Wei Wei                        | China      | Park Ji-Woo en Park Ji-Eun                        | Zuid-Korea |
| Chachacha   | Wang Wei en Chen Jin          | China          | Wei Bin en Liu Xiaoting                   | China      | Jung Hi-Jung en Kim Hyun-Jin                      | Zuid-Korea |
| Jive        | Masaki Seko en Chiaki Seko    | Japan          | Wang Wei en Chen Jin                      | China      | Theerawut Thommuangpak en Phutthinat Khanitnusorn | Thailand   |
| Paso doble  | Wang Yu-Hung en Hsiao Yuan-Ju | Chinees Taipei | Watcharakorn Suasuebpun en Warapa Jumbala | Thailand   | Zhao Yao en Zhu Lin                               | China      |
| Rumba       | Lu Ning en Wei Wei            | China          | Park Ji-Woo en Park Ji-Eun                | Zuid-Korea | Theerawut Thommuangpak en Phutthinat Khanitnusorn | Thailand   |
| Samba       | Li Wen en Xu Zhuoya           | China          | Wei Bin en Liu Xiaoting                   | China      | Watcharakorn Suasuebpun en Warapa Jumbala         | Thailand   |

## Standaarddansen
| Onderdeel    | Goud                         | Land  | Zilver                                   | Land       | Brons                             | Land       |
| ------------ | ---------------------------- | ----- | ---------------------------------------- | ---------- | --------------------------------- | ---------- |
| Vijf dansen  | Zhou Jitian en Sun Yajie     | China | Kazuki Sugaya en Ikuyo Ozaki             | Japan      | Takeo Wachi en Kiriko Wachi       | Japan      |
| Quickstep    | Ryo Yoshikawa en Nao Shirai  | Japan | Yun Hak-Jun en Park Eun-Jung             | Zuid-Korea | Wu Zhian en Zheng Cen             | China      |
| Slowfox      | Takeo Wachi en Kiriko Wachi  | Japan | Shen Hong en Liang Yujie                 | China      | Anton Mayantsev en Irina Gareyeva | Kazachstan |
| Tango        | Wu Zhian en Zheng Cen        | China | Yevgeniy Plokhikh en Yelena Klyuchnikova | Kazachstan | Akira Ito en Yukiko Miyamoto      | Japan      |
| Weense wals  | Zhao Lei en Wang Yang        | China | Khamit Bekezhanov en Natalya Menshikova  | Kazachstan | Ryo Yoshikawa en Nao Shirai       | Japan      |
| Engelse wals | Kazuki Sugaya en Ikuyo Ozaki | Japan | Bogdan Taranyuk en Karina Bakenova       | Kazachstan | Shen Hong en Liang Yujie          | China      |